# 군산항역 (폐역)
군산항역(群山港驛)은 전라북도 군산시 장미동에 있었던 군산선의 철도역이었다. 현재는 승강장만 남아 있다.

## 연혁
- 1931년 8월 1일: 영업 개시[1]
- 1935년 5월 11일: 조선총독부 철도국에서는 군산항~해망 1.0 km의 군산부영철도(群山府營鐵道)를 임차하여 군산항역의 인입선으로 사용하기 시작함.[2]
- 1942년 11월 1일: 화물취급 개시[3]
- 1943년 12월 1일: 군산부두역에 여객과 화물 기능을 넘겨주고 폐역[4]